# 2003 în științifico-fantastic
- 2002 în științifico-fantastic — 2003 în științifico-fantastic — 2004 în științifico-fantastic

2003 în științifico-fantastic implică o serie de evenimente:

## Decese
- William C. Anderson (n. 1920)
- Oles Berdnyk (n. 1926)
- Winfried Bruckner (n. 1937)
- Kirill Bulytschow (Pseudonimul lui Igor Moshejko) (n. 1934)
- Hal Clement (Pseudonimul lui Harry Clement Stubbs) (n. 1922)
- Lloyd Arthur Eshbach (n. 1910)
- Howard Fast (n. 1914)
- Ken Grimwood (n. 1944)
- Monica Hughes (n. 1925)
- Michail Jemzew (n. 1930)
- Erich Köhler (n. 1928)
- John Mantley (n. 1920)
- Jean Sutton (n. 1915)
- Stefan Wul (Pseudonimul lui Pierre Pairault) (n. 1922)

## Filme
| Titlu                                                 | Regizor                         | Distribuție                                                           | Țara                                                  | Sub-Gen /Note         |
| ----------------------------------------------------- | ------------------------------- | --------------------------------------------------------------------- | ----------------------------------------------------- | --------------------- |
| 2009: Lost Memories                                   | Lee Si-Myung                    | Toru Nakamura, Jang Dong-gun, Ken Mitsuishi                           | Coreea de Sud                                         | Acțiune Thriller      |
| Code 46                                               | Michael Winterbottom            | Tim Robbins, Samantha Morton, Jeanne Balibar                          | Regatul Unit al Marii Britanii și al Irlandei de Nord | Romance               |
| The Core                                              | Jon Amiel                       | Aaron Eckhart, Hilary Swank, Delroy Lindo                             | Statele Unite ale Americii                            | Dezastru              |
| Dreamcatcher                                          | Lawrence Kasdan                 | Morgan Freeman, Thomas Jane, Jason Lee                                | Statele Unite ale Americii                            |                       |
| Godzilla: Tokyo SOS                                   | Masaaki Tezuka                  | Noboru Kaneko, Miho Yoshioka, Katsuya Onizuka                         | Japonia                                               | Anime                 |
| Good Boy!                                             | John Hoffman                    | Molly Shannon, Liam Aiken, Kevin Nealon                               | Statele Unite ale Americii                            |                       |
| Hulk                                                  | Ang Lee                         | Eric Bana, Jennifer Connelly, Sam Elliott                             | Statele Unite ale Americii                            | Film cu supereroi     |
| Interstella 5555: The 5tory of the 5ecret 5tar 5ystem | Kazuhisa Takenouchi             |                                                                       | Franța · Japonia                                      | Anime                 |
| It's All About Love                                   | Thomas Vinterberg               | Joaquin Phoenix, Claire Danes, Sean Penn                              | Statele Unite ale Americii · Danemarca                | Apocalyptic           |
| Koi... Mil Gaya                                       | Rakesh Roshan                   | Hrithik Roshan, Preity Zinta, Rekha                                   | India                                                 | Hindi film            |
| The Matrix Reloaded                                   | Andy Wachowski, Larry Wachowski | Keanu Reeves, Carrie-Anne Moss, Laurence Fishburne                    | Statele Unite ale Americii                            |                       |
| The Matrix Revolutions                                | Andy Wachowski, Larry Wachowski | Keanu Reeves, Carrie-Anne Moss, Laurence Fishburne                    | Statele Unite ale Americii                            |                       |
| Mimic 3: Sentinel                                     | JT Petty                        | Karl Geary, Alexis Dziena, Rebecca Mader, Lance Henriksen             | Statele Unite ale Americii                            | Groază                |
| Natural City                                          | Min Byeong-cheon                | Yoo Ji-tae, Yun Chan, Seo Rin                                         | Coreea de Sud                                         |                       |
| Paycheck                                              | John Woo                        | Ben Affleck, Aaron Eckhart, Uma Thurman                               | Statele Unite ale Americii                            | [ 2 ]                 |
| Robot Stories                                         | Greg Pak                        | Tamlyn Tomita, James Saito, Wai Ching Ho                              | Statele Unite ale Americii                            |                       |
| Solaris                                               | Steven Soderbergh               | George Clooney, Natascha McElhone                                     | Statele Unite ale Americii                            |                       |
| Terminator 3: Rise of the Machines                    | Jonathan Mostow                 | Arnold Schwarzenegger, Nick Stahl, Claire Danes, Kristanna Loken      | Statele Unite ale Americii                            |                       |
| Timeline                                              | Richard Donner                  | Paul Walker, Frances O'Connor, Gerard Butler                          | Statele Unite ale Americii                            | Fantastic             |
| Undead                                                | Michael Spierig, Peter Spierig  | Felicity Mason, Mungo McKay, Rob Jenkins                              | Australia                                             | Zombie Groază Comedie |
| Wonderful Days                                        | Sunmin Park, Kim Moon-saeng     |                                                                       | Coreea de Sud                                         | Animație              |
| WXIII: Patlabor the Movie 3                           |                                 |                                                                       | Japonia                                               | Anime                 |
| X2                                                    | Bryan Singer                    | Patrick Stewart, Hugh Jackman, Ian McKellen, Halle Berry, Anna Paquin | Statele Unite ale Americii                            | Film cu supereroi     |
|                                                       |                                 |                                                                       |                                                       |                       |

## Premii
Premiul Hugo pentru cel mai bun roman
- Hominids de Robert J. Sawyer

Premiul Nebula pentru cel mai bun roman
- Viteza Întunericului de Elizabeth Moon

Premiul Saturn
- Cel mai bun film SF: X2: X-Men United